# Jan Aleksandrowicz-Krasko
Jan Andrzej Aleksandrowicz-Krasko (ur. 31 marca 1980 w Warszawie) – polski aktor.
Syn Miriam Aleksandrowicz i Andrieja Krasko. Pracę w dubbingu rozpoczął mając 7 lat pod opieką swojej babci, reżyser dubbingu Zofii Dybowskiej-Aleksandrowicz. Z wykształcenia technik technologii żywienia. W 2007 ukończył Szkołę Aktorską Haliny i Jana Machulskich. W 2009 podczas festiwalu „Młodzi i Film” otrzymał nagrodę Jantara za „Najlepszy Debiut Aktorski – Rolę Męską” za rolę Marcina w filmie Ego. Od 2010 związany z Ab Ovo Teatr Improv.

## Filmografia
- 1997: Klan – pracownik fundacji Jurka Owsiaka
- 2000–2001: Przeprowadzki – Miszka (odc. 9)
- 2000–2001: Adam i Ewa – Nikołaj Kalicew
- 2000: Klasa na obcasach – „Kapsel”
- 2000: Twarze i maski – chłopak z bandy osiedlowej (odc. 7)
- 2002–2010: Baśnie i bajki polskie –
  - Szewc (głos) (odc. 10),
  - Rycerz (głos) (odc. 10)
- 2002: Samo życie – Waldek, dawny chłopak Kingi
- 2002: Tytus, Romek i A’Tomek wśród złodziei marzeń – główny złodziej (głos)
- 2004–2005: Oficer – „Freak” (odc. 3, 5)
- 2006–2007: Królowie śródmieścia – „Smuga” (odc. 4, 8, 10)
- 2006–2007: Kopciuszek – kandydat do pracy
- 2007: Twarzą w twarz – współwięzień „Brazyla” (odc. 2, 9)
- 2007: Dwie strony medalu – pseudokibic
- 2007: Plebania – taksówkarz
- 2007: Kryminalni – Michał Jonas (odc. 72)
- 2007: Diwersant. Koniec wojny
- 2008: Na kocią łapę – dostawca
- 2008: Mała Moskwa – kierowca eskortujący
- 2008: Londyńczycy – barman Tomas (odc. 5)
- 2008: Ego – Marcin
- 2008: 39 i pół – „Łysy” (odc. 10, 13)
- 2009: Sprawiedliwi – enkawudzista (odc. 7)
- 2010: Plebania – Brzyski (odc. 1462)
- 2010: M jak miłość – gangster (odc. 817)
- 2010: Duch w dom – kryminalista (odc. 7)
- 2010–2011: Prosto w serce – dresiarz (odc. 54-55)
- 2011: Wojna żeńsko-męska – członek LPR
- 2011: Komisarz Rozen – Arnold
- 2011: Czas honoru – Kowalczyk, handlarz bronią (odc. 48)
- 2011: Žyvie Biełaruś – członek komisji
- 2012: Komisarz Alex – Iwan (odc. 25)
- 2012: Prawo Agaty – Kamil Majewski (odc. 6)
- 2012–2014: Piąty Stadion – Młody (odc. 67, 69, 78, 80-81, 106, 114, 127)
- 2013: Ojciec Mateusz – „Mecenas” (odc. 114)
- 2013: Spokojnie, to tylko ekonomia! – woźny Apoloniusz Misiura
- 2014: To nie koniec świata – Zoltan
- 2014: Zziajani – kurier (odc. 11)
- 2015: W daljokom sorok piatom... Wstreczi na Elbie
- 2015: Schronisko – pies – (głos)
- 2016: Wołyń – partyzant sowiecki
- 2016: Para nie do pary – Elvis
- 2016: Druga szansa – Franek (odc. 12)
- 2017: Storyline – dyspozytor pogotowia dźwigowego Artur Kamiński (głos)
- 2017: Ucho Prezesa – Scyzoryk (odc. 13)
- 2017–2018: Na Wspólnej –
  - Waldek (odc. 2547, 2552),
  - Husycki (odc. 2557-2559)
- 2017–2018: Trzecia połowa – piłkarz Orzech

## Polski dubbing
- 1971: Pomocy! To banda Kudłacza – Bubi
- 1983–1986: Inspektor Gadżet
- 1989–1992: Chip i Dale: Brygada RR – słoń Elliott (odc. 18)
- 1990: Filiputki
- 1990–1993: Parker Lewis – Jerry Steiner
- 1990–1994: Przygody Animków – Blard Simpleton (odc. 88)
- 1992–1993: Kroniki młodego Indiany Jonesa – Jiddu Krishnamurthi (odc. 21)
- 1993–1997: Beavis i Butt-head – Butt-head
- 1994: Niekończąca się opowieść III – Bastian
- 1994–1996: Świat według Ludwiczka –
  - Franklin („Melvin #3”) (odc. 23),
  - Sklepikarz (odc. 25)
- 1994–2000: Przyjaciele – Frank Jr.
- 1995: Cyrkowa pułapka – Jarek
- 1996–1998: Wieczór z muppetami – Rizzo
- 1997–2001: Byle do przerwy –
  - Lawson (odc. 21),
  - Strażnik #2 (odc. 21),
  - Mikołaj #3 (D.J.) (odc. 23),
  - Cwaniak (odc. 27-28, 34, 41, 43, 55),
  - Pan Dunn (odc. 31),
  - Technik (odc. 43),
  - Dudikoff (odc. 44),
  - Vatslav (odc. 51),
  - Edgy Eddy (odc. 54),
  - sprzedawca (odc. 55),
  - Edmonton (odc. 58),
  - lokaj (odc. 59),
  - Chuey (odc. 61, 64-65),
  - Kurydza – wilkołak (odc. 65)
- 1997: Miasteczko South Park – Terrance Henry Stoot (pierwsza wersja dubbingu)
- 1998–1999: Herkules –
  - widz #1 (odc. 2),
  - Tesalończyk #1 (odc. 2),
  - Mężczyzna (odc. 3),
  - Smok (odc. 4),
  - Bartlett (odc. 6),
  - Empusa #2 (odc. 11),
  - Strażnik #1 (odc. 12),
  - Terror (odc. 14),
  - Atlas (odc. 17),
  - Artysta (odc. 19),
  - Lutnista (odc. 20),
  - Hermod (odc. 21),
  - student #2 (odc. 22),
  - Spiker (odc. 55),
  - Reżyser (odc. 58),
  - drzewo #1 (odc. 64),
  - Oszustwo (odc. 65)
- 1998: Życzenie wigilijne Richiego Richa
- 1999–2001: Blokersi – Tarnell
- 1999: Magiczna uliczka – Ścigacz
- 2000: Projekt Merkury
- 2000: Kruche jak lód: Walka o złoto
- 2001: Wakacje. Żegnaj szkoło
- 2003: Fałszywa dwunastka – Hank Baker
- 2003: Dzieci pani Pająkowej ze Słonecznej Doliny
- 2001–2004: Medabots – Koji
- 2001: Wakacje. Żegnaj szkoło – Cwaniak
- 2001–2002: Titeuf
- 2001: Dziewięć psów Świętego Mikołaja – Ciap
- 2002–2004: Bruno Brum Brum – astronauta Al
- 2002–2005: Dziewczyny, chłopaki
- 2002: Bawmy się, Sezamku – Kermit
- 2002: Śnięty Mikołaj 2 – Bernard
- 2002: Mistrzowie kaijudo – Kokoju
- 2002: Tytus, Romek i A’Tomek wśród złodziei marzeń – główny złodziej
- 2003: Dziewczyny i miłość
- 2002: 8. Mila – Cheddar Bob
- 2003: Dzieci pani Pająkowej ze Słonecznej Doliny
- 2003: Fałszywa dwunastka – Hank
- 2004: Scooby-Doo 2: Potwory na gigancie
- 2004: Nascar 3D –
  - Kierowca Jimmy,
  - Mw Synch,
  - Bill Wilburn,
  - Jimmie Johnson
- 2003–2004: Stuart Malutki (wersja TVP)
- 2004–2005: Dziewczyny i miłość
- 2004–2009: Dom dla Zmyślonych Przyjaciół pani Foster –
  - Iktomipodskoczymen (odc. 40),
  - Adam (odc. 51-52),
  - Więzień #3 (odc. 52),
  - Bezdomny (odc. 53),
  - Rick (odc. 53),
  - Sprzedawca antyków (odc. 54),
  - Durny Morty (odc. 56),
  - Prezenter wiadomości (odc. 67),
  - Reporter #1 (odc. 67),
  - Spiker na Zimowych Igrzyskach Olimpijskich (odc. 67),
  - Pomarańczowy potwór z literą F (odc. 68),
  - Jeden ze studentów (odc. 73),
  - Malarz (odc. 75),
  - Franek (odc. 77)
- 2004: 6 w pracy –
  - Corey (odc. 8),
  - Przewodniczący jury „Idola” (odc. 10),
  - Jef (odc. 19),
  - Operator kamery (odc. 20),
  - Sensei Hiro (odc. 22, 29, 32, 34, 49, 90),
  - Tatuażysta (odc. 23),
  - Wayne (odc. 27-40, 42, 44, 48, 56, 58, 70, 78, 81, 84-85, 87-89),
  - Fabris (odc. 40),
  - Owen (odc. 41),
  - Marilyn (odc. 43),
  - Connor (odc. 47),
  - Chuck (odc. 51),
  - Vince (odc. 61),
  - technik (odc. 67),
  - Jasper (odc. 73),
  - Crusher (odc. 76),
  - Adam (odc. 77),
  - spiker w radiu (odc. S2),
  - Bruno (odc. S2),
  - Lektor (odc. 79-91),
  - Tatonadżer (odc. 84)
- 2005: B-Daman
- 2005–2007: A.T.O.M. Alpha Teens On Machines –
  - Flesh (oprócz odc. 35),
  - szef Departamentu Bezpieczeństwa (odc. 5),
  - Doktor Eel (odc. 6, 17),
  - specjalista od efektów specjalnych (odc. 7),
  - agent Richter (odc. 12, 17, 26),
  - więzień (odc. 17),
  - jeden z braci Cannonball (odc. 17),
  - komentator Rajdu Buntowników (odc. 19),
  - D-Zel (odc. 22, 24)
- 2005: Finley, wóz strażacki – lektor (odc. 48-62)
- 2005–2008: Zoey 101 –
  - Chuck Javers (odc. 36),
  - pan Thatcher (odc. 38)
- 2006–2007: Storm Hawks –
  - Szmelc,
  - Legawy
- 2006: Blanka –
  - Nietek,
  - Lektor
- 2006: H2O – wystarczy kropla – Lori (odc. 33, 55, 67)
- 2005: Mały wojownik – Archi
- 2006: Garfield 2 – Nigel
- 2006: Noc w muzeum – Jededian
- 2006: Eragon
- 2006: Fantastyczna Czwórka –
  - H.E.R.B.I.E.
  - Lektor
- 2006: Ruby Gloom – Lesio
- 2006: Storm Hawks – Szmelc
- 2007: Simpsonowie: Wersja kinowa –
  - Klaun Krusty,
  - Nelson Muntz,
  - Cletus Spuckler,
  - Komiksiarz,
  - Itchy,
  - Billie Joe Armstrong
- 2007: High School Musical 2
- 2007: Szpiegowska rodzinka – Vladimir Spensky (odc. 11)
- 2007: Wyspa totalnej porażki
  - Owen,
  - Noah
- 2007: Ruby Gloom – Lesio
- 2007: Billy i Mandy i zemsta Boogeymana –
  - Strach,
  - Dorosły Irwin
- 2007: Chop Socky Chooks: Kung Fu Kurczaki
- 2008: Gwiezdne wojny: Wojny klonów – Droidy
- 2008: Najnowsze wydanie
- 2008: Mia i Migunki
- 2008: Potwory i piraci – Szymon (wersja TVP)
- 2009: Noc w muzeum 2 – Jedediah Smith
- 2009: Najlepszy kontakt – Stevie
- 2009: H2O – wystarczy kropla – Lori
- 2009: Archer –
  - Borys,
  - zbir #2 (odc. 37),
  - konserwator windy (odc. 39),
  - Turek (odc. 42),
  - Koreańczyk (odc. 45),
  - Hans Hessler (odc. 65),
  - żołnierz sił powietrznych (odc. 69),
  - Ocho (odc. 77),
  - jeden z gangsterów (odc. 81),
  - Manu (odc. 94),
  - tubylec (odc. 99-100),
  - dodatkowe głosy (odc. 29-30, 36)
- 2009: Huntik: Łowcy tajemnic – Dante Vale
- 2010: Astro Boy – Sparks
- 2009: Geronimo Stilton
- 2010: Oktonauci –
  - mors #2 (odc. 30),
  - ryba kleks Bob #1 (odc. 33)
- 2010: Pound Puppies: Psia paczka –
  - Lucky,
  - Lektor
- 2010: Sherlock Jak – Sherlock Jak
- 2010–2011: Spike Team
- 2010–2012: Straszyceum –
  - Mr Rotter,
  - Romulus
- 2010: Super Hero Squad –
  - Thor,
  - Kulisty Grom,
  - Czarna Pantera
- 2010: Totalna Porażka w trasie –
  - Owen,
  - Noah
- 2010: Zwyczajny serial –
  - Atleta,
  - Kawa Kawa (odc. 3),
  - Głos w grze Kopacze (odc. 4),
  - Don (odc. 10),
  - Peeps (odc. 16),
  - pracownik wypożyczalni kaset wideo (odc. 23),
  - Doug (odc. 27),
  - jeden z widzów (odc. 31),
  - Czterorękegon (odc. 32),
  - Spiker reklamy Bzikołapska (odc. 33),
  - Chong (odc. 41),
  - Reginald (odc. 43, 137),
  - Strażnik (odc. 47),
  - Tuck Packerd (odc. 51),
  - Kostucha (odc. 51),
  - Telefon z puszki (odc. 57),
  - Chad (odc. 63)
  - Facet w kolejce (odc. 69),
  - Sprzedawca pączków (odc. 79),
  - Orzeł (wyższa forma kacząt) (odc. 96),
  - Spiker programu muzycznego (odc. 97),
  - Ochroniarz #1 (odc. 101),
  - Komisarz Davis (odc. 107),
  - narrator serialu Carter i Briggs (odc. 107),
  - Strażnik formatów #1 (odc. 113),
  - Lektor reklamy (odc. 122),
  - Armand (odc. 123),
  - jeden z dziewiętnastowiecznych mieszkańców (odc. 128-129),
  - Facet przebrany za kolonistę (odc. 133-134),
  - Członek Samorządu Nieśmiertelnych (strażnik Źródła Młodości) (odc. 144-145, 156),
  - narrator Ekstermalnej Baristy (odc. 149),
  - Spiker (odc. 149)
  - Thomas, syn Śmierci (odc. 150),
  - Surfer z telewizji (odc. 152),
  - Stash (odc. 153),
  - Ochroniarz (odc. 156),
  - Bob Karpett (odc. 157),
  - Sprzedawca w sklepie (odc. 159),
  - Chaz Melter (odc. 163),
  - staruszek w wiadomościach (odc. 168),
  - Anatolij (odc. 169-170),
  - jeden z robotników (odc. 173),
  - barman (odc. 175),
  - jeden z kierowców samochodu przewożącego kangury (odc. 175)
- 2010: Marmaduke
- 2010: Miś Yogi
- 2010: Ognisty podmuch –
  - dyrektor Dave, ojciec Troya,
  - lektor
- 2010: Super Hero Squad – Thor
- 2010: Podróże Guliwera –
  - Dan,
  - Jinks
- 2011: Lego Star Wars: Padawańskie widmo
- 2011: Monster High: Różnice kulturowe kłów i futer –
  - Mr Rotter,
  - Romulus
- 2011: Największy z cudów – Tonio
- 2011: Koszykarze
- 2011–2013: Sadie J. –
  - Lektor,
  - Gary Gilmott (odc. 19),
  - Jazper (odc. 23),
  - Earl (odc. 33)
- 2011: Titeuf
- 2011: Koszykarze
- 2011–2013: Sadie J. –
  - Gary Gilmott (odc. 19),
  - Jazper (odc. 23),
  - Earl (odc. 33)
- 2012: Lego Star Wars: Upadek Imperium –
  - Bib Fortuna,
  - Watto
- 2012-2015: Brickleberry –
  - praprawnuk Edith (odc. 11),
  - Odie (odc. 14)
- 2012: Lego Star Wars: Kroniki Yody –
  - Droidy (odc. 2),
  - Nute Gunray (odc. 2)
- 2012: Littlest Pet Shop –
  - Lektor (odc. 1-26)
  - wściekły sprzedawca (odc. 1),
  - mężczyzna (odc. 2),
  - Payne (odc. 3),
  - Monban (odc. 4),
  - lokaj (odc. 5),
  - Pan Banks (odc. 7),
  - Juror #3 (odc. 12),
  - spiker (odc. 12),
  - reżyser (odc. 13),
  - Ken Kankatka (odc. 17),
  - Pete (odc. 19),
  - Princess Stori (odc. 21),
  - prezenter (odc. 22),
  - astronauta (odc. 22),
  - narrator (odc. 23),
  - tajny agent 1 (odc. 23),
  - doradca szkolny (odc. 26)
- 2012: Straszny Larry –
  - Borys (odc. 2, 17, 21, 51),
  - ramię doktora Poulposa (odc. 7)
- 2012: Totalna Porażka: Zemsta Wyspy – Owen (odc. 1)
- 2013: Akademia tańca –
  - Luther (odc. 57, 60),
  - kucharz (odc. 87),
  - juror (odc. 92)
- 2013: Avengers: Zjednoczeni – Ultron (odc. 53-54, 61-62, 67)
- 2013: Grajband – lektor (odc. 22a, 26)
- 2013: Rick i Morty (pierwsza wersja dubbingu) –
  - Lektor napisów ekranowych (seria I),
  - Frank (odc. 1),
  - Reuben (odc. 3),
  - Tom Randolph (odc. 3),
  - głos w radiu (odc. 4),
  - kosmita #1 (odc. 4),
  - jeden z wieśniaków (odc. 5),
  - kelner (odc. 5),
  - przesłuchujący #2 (odc. 5),
  - sędzia-olbrzym (odc. 5),
  - Brad (odc. 6, 11),
  - Brad Anderson (odc. 7),
  - sprzedawca (odc. 7),
  - lektor Saturday Night Live (odc. 8),
  - policjant (odc. 8),
  - przechodni (odc. 8),
  - sędzia w serialu (odc. 8),
  - trąboludź (odc. 8),
  - kelner-krzesło (odc. 10),
  - kapitan statku (odc. 11),
  - pracownik fabryki lodów (odc. 12),
  - klient (odc. 13),
  - Roy (odc. 13),
  - Trybo-policjant #2 (odc. 13),
  - szef Roya (odc. 13),
  - gazeciarz (odc. 14),
  - jeden z kosmitów (odc. 14),
  - ochroniarz #2 (odc. 14),
  - Odwrotna Żyrafa (odc. 15),
  - Ice-T (odc. 16),
  - Simon (odc. 16),
  - ojciec Huntera (odc. 17),
  - prezenter wiadomości (odc. 17),
  - przedstawiciel rządu (odc. 17),
  - żołnierze (odc. 17),
  - kosmitka z wyobrażenia Jerry’ego (odc. 18),
  - Toby Matthews (odc. 18),
  - Doktor Klocek (odc. 19),
  - Lektor reklamy płatków Oczodółmana (odc. 19),
  - ochroniarz (odc. 19),
  - stand-uper (odc. 19),
  - zapowiadacz Anty-wiadomości z Michaelem Thompsonem (odc. 19)
  - Człek-ptak / Człek-feniks (odc. 22),
  - agent #1 (odc. 24),
  - kelner (odc. 26)
- 2013: Rio 2 – szef budowy
- 2013: Wędrówki z dinozaurami – wujek Zack
- 2013–2014: Totalna Porażka: Plejada gwiazd – Owen (odc. 13)
- 2014: ALVInn!!! i Wiewiórki
- 2014: Fangbone! –
  - dyrektor Bruce,
  - Trep (odc. 22)
- 2014: Flip i Flash
- 2015: Muppety – Liam Hemsworth (odc. 3)
- 2015: Przygody Kota w butach – Dwuoki Alonso (odc. 36-38)
- 2015: Pan Peabody i Sherman Show –
  - kaczor (odc. 15),
  - Słodki Ciut (odc. 16),
  - John Harrington (odc. 19),
  - Jurij Goldentoe (odc. 22),
  - barman (odc. 23),
  - George Crum (odc. 24),
  - Wielka Stopa (odc. 25),
  - Ziryab (odc. 30),
  - John Muir (odc. 35),
  - Christopher Marlowe (odc. 36),
  - pan Ćwok (odc. 37),
  - David Thompson (odc. 38),
  - Tomás de Torquemada (odc. 44),
  - Manse Musa (odc. 46)
- 2015: Totalna Porażka: Wariacki wyścig –
  - Owen,
  - Noah
- 2016: Akademia Skylanders – Wolfgang (seria II)
- 2016: Justice League Action –
  - Deadshot (odcinki krótkometrażowe),
  - Plastic Man (odcinki krótkometrażowe)
- 2016: Królikula –
  - Lektor,
  - ojciec Niny,
  - szop #2 (odc. 4),
  - duch myszy z kasety wideo (odc. 10),
  - właściciel psa Kajtusia (odc. 16),
  - Tomek (głos w filmie) (odc. 19),
  - facet stojący na przystanku autobusowym #2 (odc. 19, 24),
  - wypchany zając (odc. 21),
  - pilot samolotu #1 (odc. 23),
  - niedźwiedź (odc. 25),
  - jeden z urzędników federalnych (odc. 28),
  - krasnal siłacz (odc. 30),
  - jeden z duchów na cmentarzu (odc. 37),
  - potwór ze świecącą się kuleczką (odc. 37)
  - szczur (odc. 48),
  - oficer Bekon (odc. 59, 77),
  - drugi z psów (odc. 61),
  - kosmonauta Zakarov (odc. 69),
  - główny strażnik (odc. 71),
  - żabi król (odc. 77)
- 2016: Dzień Niepodległości: Odrodzenie
- 2016: Wojownicze żółwie ninja: Wyjście z cienia
- 2017: Fernando – Klaus
- 2017: Liga Sprawiedliwości – Arthur Curry / Aquaman
- 2018: Hilda – Drewniak
- 2018: Mali agenci: Kluczowa misja –
  - Francois Nabierak (odc. 2, 5-6),
  - Porucznik (inny) (odc. 5, 9)
- 2018: Venom – Richard
- 2018: Sirius the Jaeger – Dowódca (odc. 1)
- 2018: The Hollow – Benjamin
- 2018: Trolle: Impreza trwa! – Groth
- 2018: Aquaman – Arthur Curry / Aquaman
- 2018: Święta Angeli – Strażnik więzienny
- 2021: Liga Sprawiedliwości Zacka Snydera – Arthur Curry / Aquaman
- 2021: Raya i ostatni smok – Wahn
- 2021: Hawkeye – Ivan
- 2021: Arcane – Vander

## Dialogi polskie
- 2006: Fantastyczna Czwórka (odc. 5-9, 13, 19, 21-26)
- 2006: Storm Hawks (odc. 3-6, 9, 14, 18-21, 23-24)
- 2007: Skunks Fu
- 2008: Najnowsze wydanie
- 2008: Gwiezdne wojny: Wojny klonów
- 2010: Moje życie ze mną
- 2010: Super Hero Squad

## Reżyser dubbingu
- 2009: Archer (serie I, III, V, VII i IX)
- 2013: Rick i Morty (pierwsza wersja dubbingu)
- 2014: Fangbone!
- 2017: Big Mouth
- 2017: Fatalna czarownica (seria II)
- 2017: Magiczny autobus znów rusza w trasę
- 2017: Opiekuńczy bracia
- 2017: Stretch Armstrong i Elastyczniaki
- 2018: Hilda
- 2018: Sirius the Jaeger
- 2018: The Hollow